# منتخب كوريا لكرة اليد
منتخب كوريا لكرة اليد هو فريق لكرة اليد يضم لاعبين من منتخبي كوريا الجنوبية وكوريا الشمالية.
نتيجة لمبادرة من الاتحاد الدولي لكرة اليد (IHF)، وبدعم من اللجنة الأولمبية الدولية ورئيسها توماس باخ، وافقت كوريا الجنوبية وكوريا الشمالية واللجان الأولمبية الوطنية على أن اللاعبين سيكونون من كلا البلدين في بطولة العالم لكرة اليد للرجال 2019. وكما هو الحال في الألعاب الأولمبية الشتوية 2018 في بيونغ تشانغ، ستبدأ كوريا باختصار COR وتحت العلم الأزرق الذي يرمز إلى كوريا الموحدة.
يشارك الفريق في أول بطولة دولية له باسم الفريق الموحد لكوريا في بطولة العالم لكرة اليد للرجال 2019.

## سجل النتائج في بطولة العالم
| - الدنمارك وألمانيا 2019 : متأهل |

## روابط إضافية
- الموقع الرسمي
 (South Korea)
- IHF profile (North Korea)
- IHF profile (South Korea)